# Marques Johnson
Marques Kevin Johnson (* 8. Februar 1956 in Natchitoches, Louisiana) ist ein ehemaliger US-amerikanischer Basketballspieler.
Er gilt heute als Prototyp des Point Forwards, der seine Größe mit geschickter Ballbeherrschung und Spielübersicht zu kombinieren wusste. Johnson wurde unter anderem viermal ins NBA All-Star Game berufen (1979, 1980, 1981 und 1983), sowie einmal ins All-NBA First Team (1979). Er führte die Milwaukee Bucks zwischen 1980 und 1984 zu vier Division-Titeln.

## Laufbahn
Nachdem die Bucks beim NBA-Draft 1977 bereits mit dem ersten Pick Kent Benson gedraftet hatten, zogen sie nur einige Minuten später Johnson an 3. Stelle.
Unter Trainer Don Nelson entwickelte sich Johnson zu einem der besten Small Forwards der Liga. Für seine Leistungen im ersten Spieljahr wurde Johnson 1978 ins NBA All-Rookie Team berufen.
1984 wurde Johnson unter anderem für Terry Cummings und Ricky Pierce  zu den Los Angeles Clippers transferiert. Bei den erfolglosen Clippers blieb Johnson weiterhin ein wichtiger Spieler. 1986 wurde er noch ein letztes Mal ins All-Star Game berufen.
1989 erlitt der Forward eine schwere Nackenverletzung, die ihn dazu zwang, seine Karriere zu beenden. Johnson kehrte 1989 in die NBA zurück und spielte 10 Spiele für die Golden State Warriors, jedoch weit unter seinem Leistungsniveau während seiner Zeit bei den Bucks.
Während seiner aktiven Zeit erzielte Johnson 20,1 Punkte, 7,0 Rebounds und 3,5 Assists pro Spiel.
Ende der 90er arbeitete er für kurze Zeit als Kommentator für die Spiele der Seattle SuperSonics bei Fox Sports Net.

## Als Schauspieler
Johnson hatte kleinere Auftritte als Schauspieler in Filmen, in denen er meist einen Basketballspieler verkörperte. Zu den bekanntesten Filmen zählen Weiße Jungs bringen’s nicht, Vergiß Paris und Blue Chips.
Er blieb dem Film erhalten und schreibt heute Drehbücher und Kurzgeschichten.